# Östl. Nohfelden
Östl. Nohfelden este o arie protejată (arie specială de conservare — SAC, sit de importanță comunitară — SCI) din Germania întinsă pe o suprafață de 6,2 ha, integral pe uscat.

## Localizare
Centrul sitului Östl. Nohfelden este situat la coordonatele 49°34′04″N 7°11′49″E / 49.5678°N 7.1969°E.

## Înființare
Situl Östl. Nohfelden a fost declarat sit de importanță comunitară în octombrie 2000 pentru a proteja un număr necunoscut de specii din flora spontană și fauna sălbatică aflate în arealul zonei. Situl a fost protejat și ca arie specială de conservare în august 2015.

## Biodiversitate
Situată în ecoregiunea continentală, aria protejată conține 1 habitat natural: Fânețe de joasă altitudine (Alopecurus pratensis, Sanguisorba officinalis).
La baza desemnării sitului se află un număr nedeclarat de specii protejate.